# Jacobsonina lugubris
Jacobsonina lugubris är en kackerlacksart som först beskrevs av Brunner von Wattenwyl 1893.  Jacobsonina lugubris ingår i släktet Jacobsonina och familjen småkackerlackor. Inga underarter finns listade i Catalogue of Life.